# Joe Baque
Joseph „Joe“ Baque (* 1. März 1922 in Queens, New York; † 6. November 2022 in Olympia (Washington)) war ein US-amerikanischer Jazzmusiker (Piano).

## Leben und Wirken
Baque wuchs in Queens auf; mit 14 Jahren begann er aufzutreten und leitete bald ein Samstagabend-Trio mit Saxophon, Klavier und Schlagzeug. Mit 18 Jahren zog er von Queens nach Greenwich Village und spielte in Jazzclubs der 52nd Street, anschließend in Harlem bis zum Morgen in einem After-Hour-Nachtclub. Dies führte zu Begegnungen mit Jazzlegenden wie Louis Armstrong, Dizzy Gillespie und Charlie Parker. Hauptberuflich arbeitete er als Musiker auf Hochzeiten, spielte auch auf Autoshows und saß bei einer Show im September 1957 am Klavier, als der Ford Edsel vorgestellt wurde. Er nahm Unterricht bei einem Konzertpianisten und studierte Komposition bei einem Schüler von Arnold Schönberg.
Ab den späten 1950er- und den 60er-Jahren betätigte sich Baque in der New Yorker Studioszene; u. a. nahm er 1959 an einer Doo-Wop-Session für den Produzenten Joe Davis teil; des Weiteren begleitete er die Sängerin Claudia Wheeler auf ihrem Beacon-Album mit dem Titel The Price Is Right. 1958 trat er in der TV-Sendung Art Ford’s Jazz Party mit Rex Stewart, Wilbur DeParis, Pee Wee Russell, Chuck Wayne, Aaron Bell, Zutty Singleton und dem Sänger Josh White auf. Er trat auch in der Carnegie Hall, in The Tonight Show, der Morning Show und der Merv Griffin Show auf. Baque spielte außerdem im Men About Town Trio (mit Frank „Coco“ Darling, Vinnie Erico), mit dem der Song Working on the Railroad als Single erschien.
Baque erwarb den Abschluss (mit zwei Hauptfächern) am Empire State College, SUNY, als er bereits 52 Jahre alt war. In späteren Jahren trat Baque auf Kreuzfahrtschiffen auf; 1984 zog er nach Olympia, Washington, wo er bis zu seinem Tod im November 2022 lebte. Dort spielte er noch in der Veranstaltungsreihe Live at the Bellevue Jazz mit dem Tenorsaxophonisten Bert Wilson. Er spielte mit Künstlern und Bands der Olympia-Szene, darunter die Electric Park Jazz Band (38 Special, 1989) mit der Sängerin Tiffany Maki, die Ramsey Collins Band und die Sängerin Greta Matassa, die er auf mehreren ihrer Aufnahmen begleitet hat (If the Moon Turns Green, 1994). Im Bereich des Jazz war er laut Tom Lord zwischen 1958 und 2006 an acht Aufnahmesessions beteiligt, zuletzt mit der Sängerin LaVon Hardison (Choices).
2017 erhielt Joe Baque den renommierten Award for Excellence in the Arts vom Washington Center for the Performing Arts.

## Diskographische Hinweise
- Bert Wilson: Bebop Revisited/Plays for Lovers (Vol. 2) (um 1984)
- Bert Wilson: Bebop Revisited/At The Bellevue Jazz Festival ’87 (Vol. 3) (1987)